# Kuchary (Piskornia)
Kuchary – nieoficjalna część wsi Piskornia, w Polsce położona w województwie mazowieckim, w powiecie pułtuskim, w gminie Pokrzywnica.
Kuchary znajdują się na wschodnim skraju Piskorni granicząc bezpośrednio z miejscowością Budy Obrębskie. Centrum Kuchar stanowi skrzyżowanie dróg kierujących kolejno na północ do Pokrzywnicy, na wschód do Obręba, na południe do Trzepowa.